# Phalaris aquatica
Phalaris aquatica là một loài thực vật có hoa trong họ Hòa thảo. Loài này được L. miêu tả khoa học đầu tiên năm 1755.

## Hình ảnh

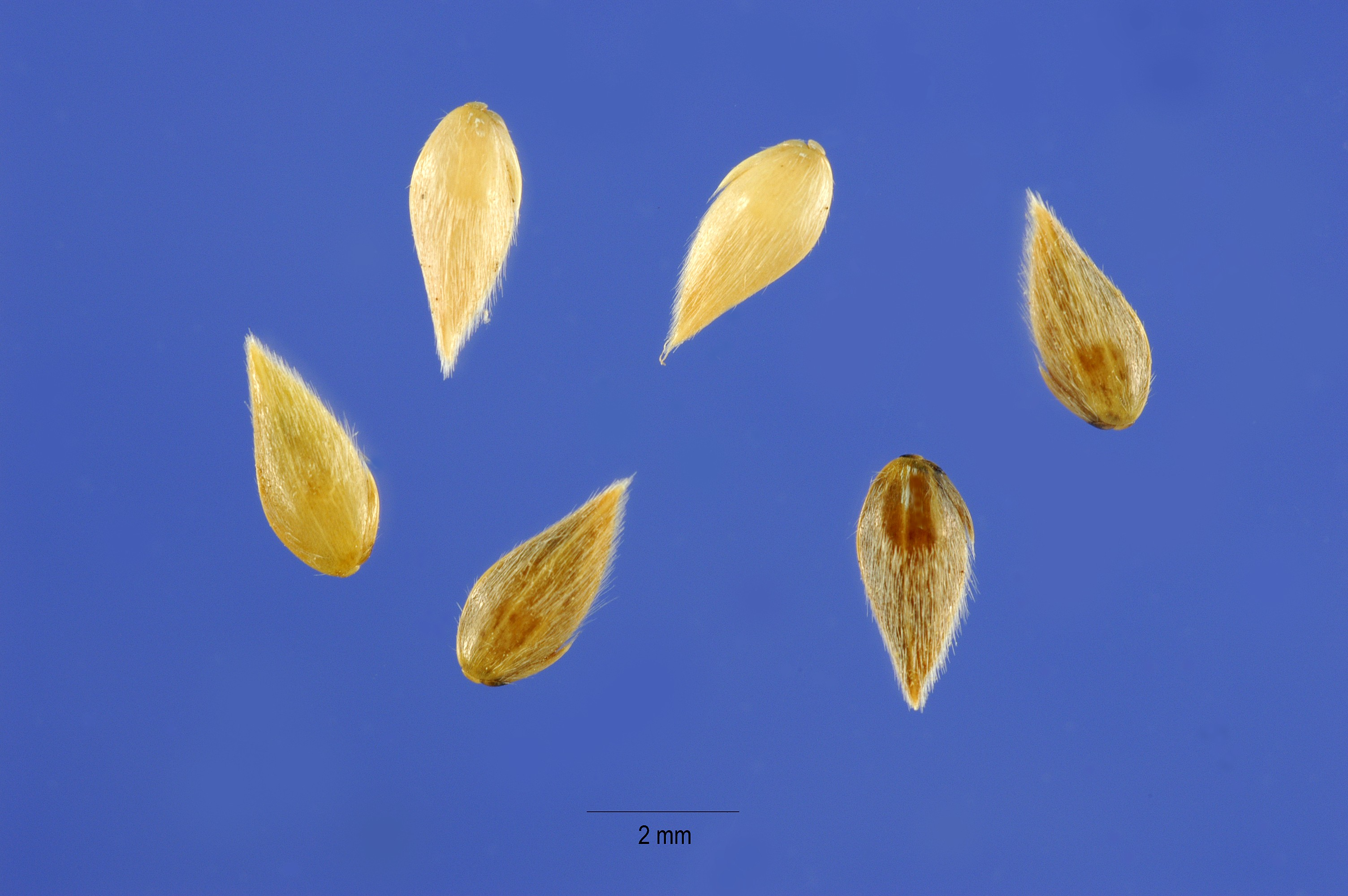
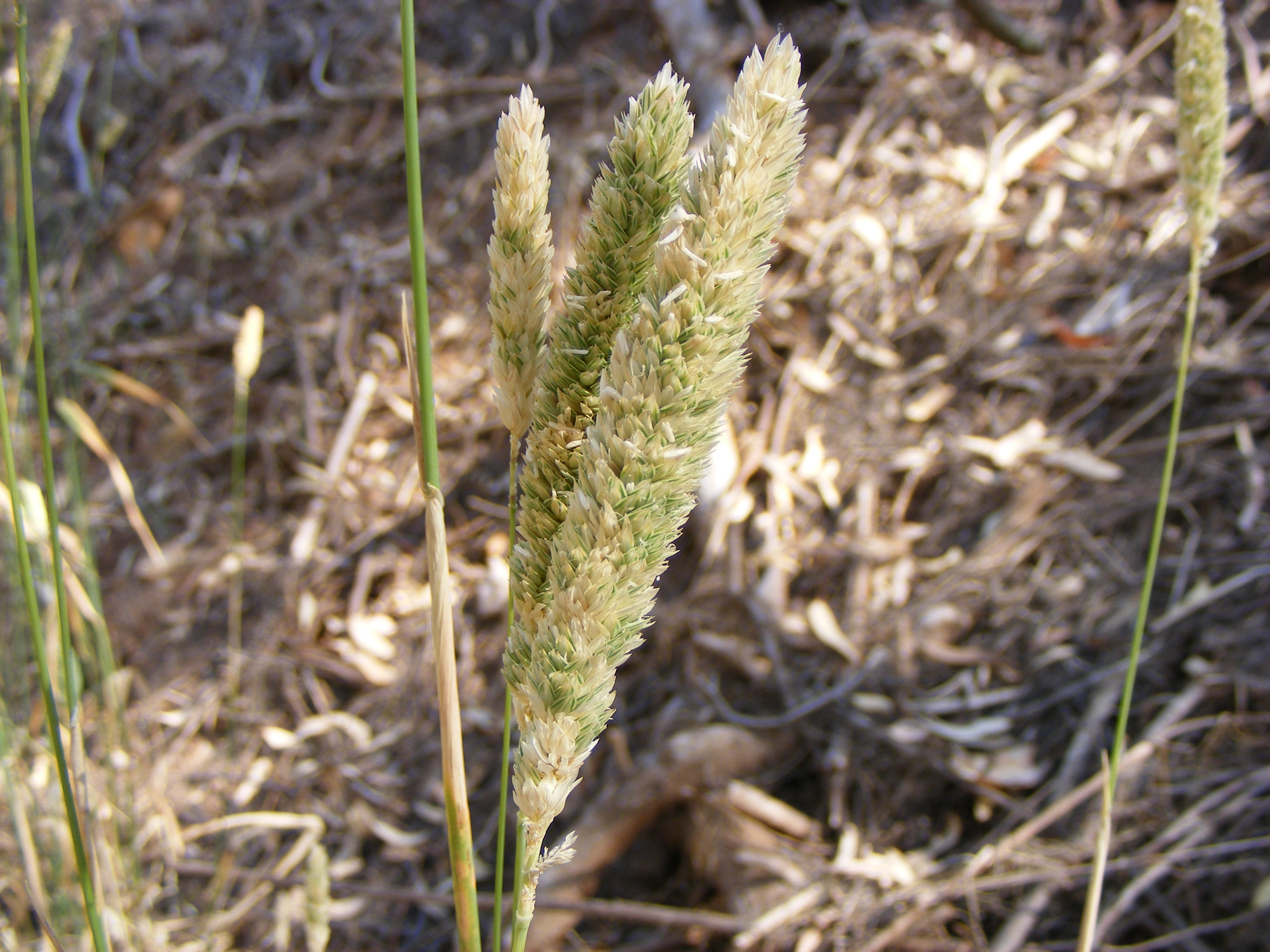
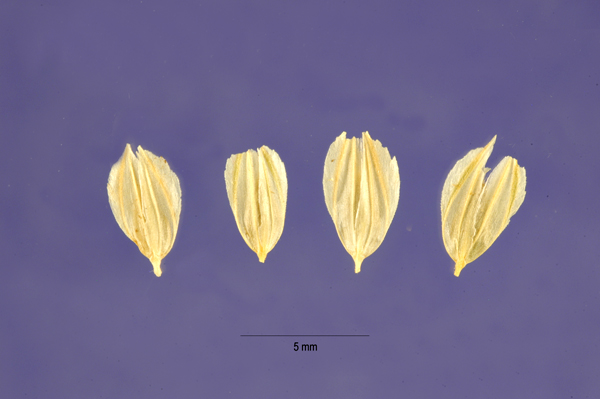
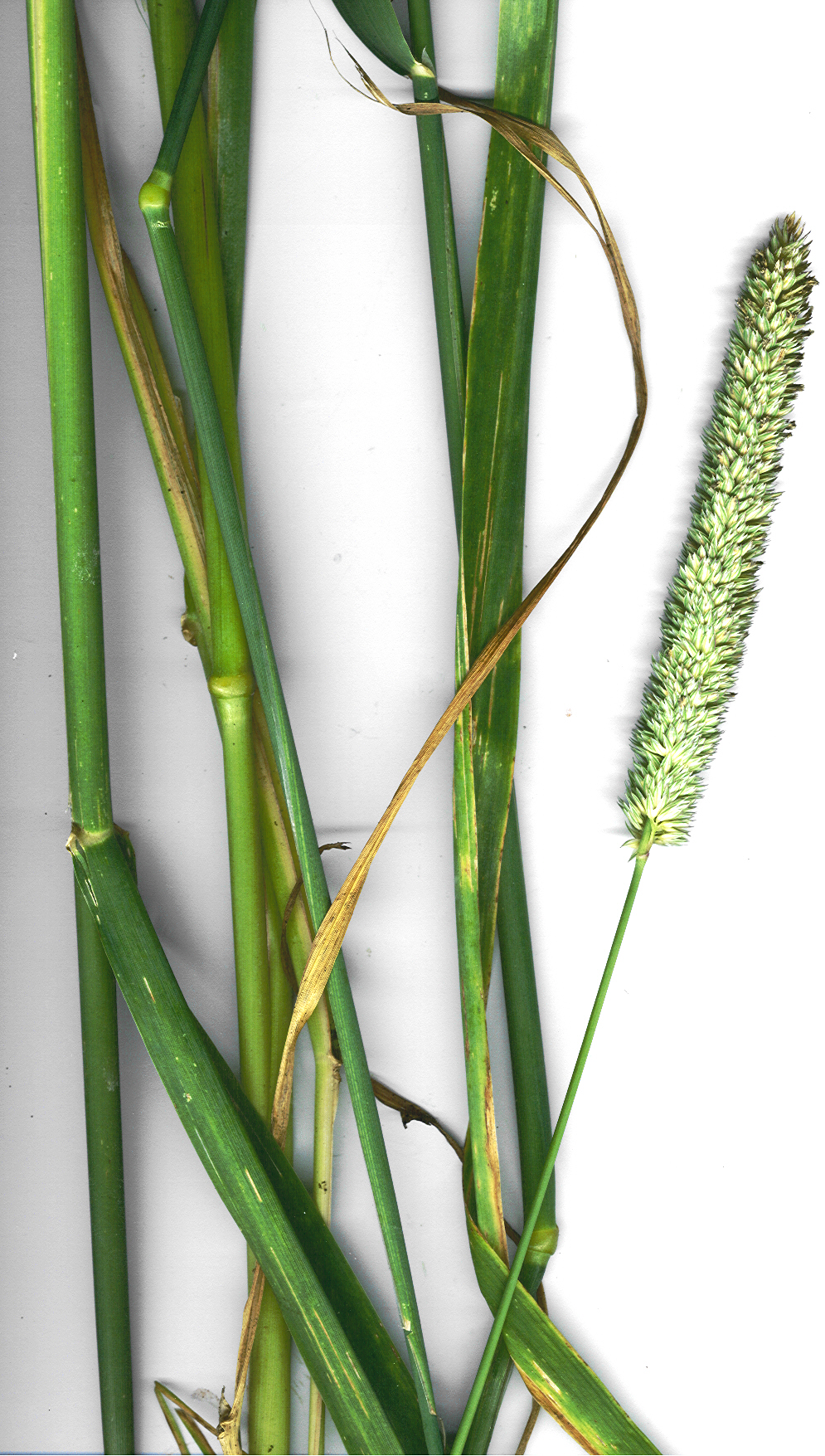